# Daniela Henao Salgado
Daniela Henao Salgado (Medellín, Antioquia, Colombia, 16 de noviembre de 1995) más conocida como Daniela Henao es una futbolista colombiana. Actualmente milita en La Equidad de la Liga Águila Femenina de Colombia. Juega de Delantera.

## Televisión
| Año  | Producción       | Rol          | Canal          | Posición y resultado | Posición y resultado |
| ---- | ---------------- | ------------ | -------------- | -------------------- | -------------------- |
| 2019 | Reto 4 elementos | Participante | RCN Televisión | 2.º                  | Subcampeona          |